# Marion (Caroline du Nord)
Pour les articles homonymes, voir Marion.
La ville de Marion est le siège du comté de McDowell, situé en Caroline du Nord, aux États-Unis. Sa population s’élevait à 7 838 habitants lors du recensement de 2010, estimée à 7 849 habitants en 2016.

## Démographie
| Groupe            | Marion | Caroline du Nord | États-Unis |
| ----------------- | ------ | ---------------- | ---------- |
| Blancs            | 76,5   | 68,5             | 72,4       |
| Afro-Américains   | 11,1   | 21,5             | 12,6       |
| Autres            | 9,1    | 4,4              | 6,4        |
| Métis             | 2,0    | 2,2              | 2,9        |
| Asiatiques        | 0,8    | 2,2              | 4,8        |
| Amérindiens       | 0,5    | 1,3              | 0,9        |
| Total             | 100    | 100              | 100        |
|                   |        |                  |            |
| Latino-Américains | 13,1   | 8,4              | 16,7       |

Selon l'American Community Survey, pour la période 2011-2015, 88,49 % de la population âgée de plus de 5 ans déclare parler anglais à la maison alors que 10,50 % déclare parler l'espagnol et 1,01 % une autre langue.
| 1880 | 1890 | 1900  | 1910  | 1920  | 1930  |
| ---- | ---- | ----- | ----- | ----- | ----- |
| 372  | 799  | 1 116 | 1 519 | 1 784 | 2 467 |

| 1940  | 1950  | 1960  | 1970  | 1980  | 1990  |
| ----- | ----- | ----- | ----- | ----- | ----- |
| 2 889 | 2 740 | 3 345 | 3 335 | 3 684 | 4 765 |

| 2000  | 2010  | - | - | - | - |
| ----- | ----- | - | - | - | - |
| 4 943 | 7 838 | - | - | - | - |

## Source
- (en) Cet article est partiellement ou en totalité issu de l’article de Wikipédia en anglais intitulé « Marion, North Carolina » (voir la liste des auteurs).

1. ↑  (en) « Marion, LA Population - Census 2010 and 2000 », sur censusviewer.com.
2. ↑  (en) « Population of North Carolina - Census 2010 and 2000 », sur censusviewer.com.
3. ↑  (en) « Language spoken at home by ability to speak English for the population 5 years and over », sur factfinder.census.gov.
4. ↑  (en) « Statistiques des États-Unis - Caroline du nord - Profils des communautés de 2010 » (consulté en novembre 2020)